# Max Jenne

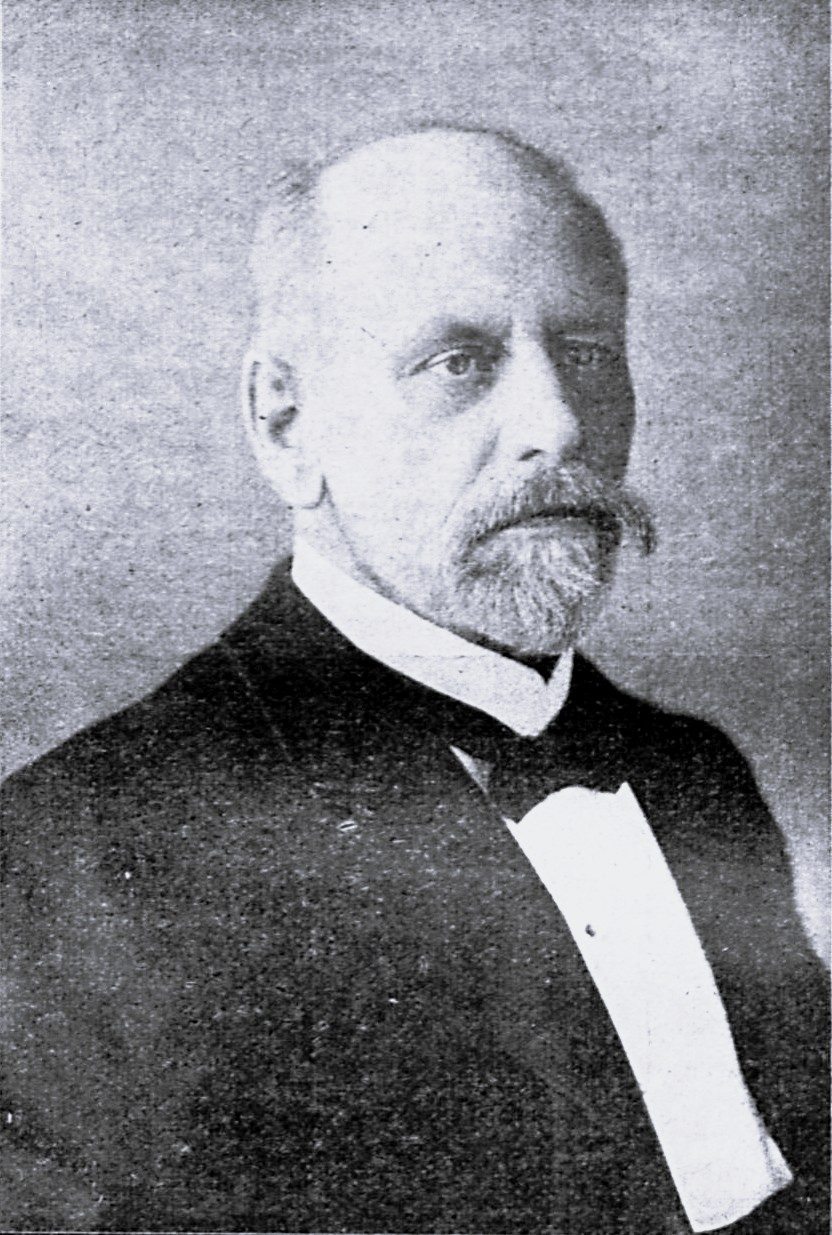
Max Jenne

Hellmuth Louis Max Jenne (* 1848 in Greifenberg in der Uckermark; † 17. Juni 1921 in Lübeck) war ein deutscher Apotheker, Gründer und Teilhaber einer Lübecker Großhandlung für Drogen und Chemikalien sowie Abgeordneter der Lübecker Bürgerschaft.

## Leben

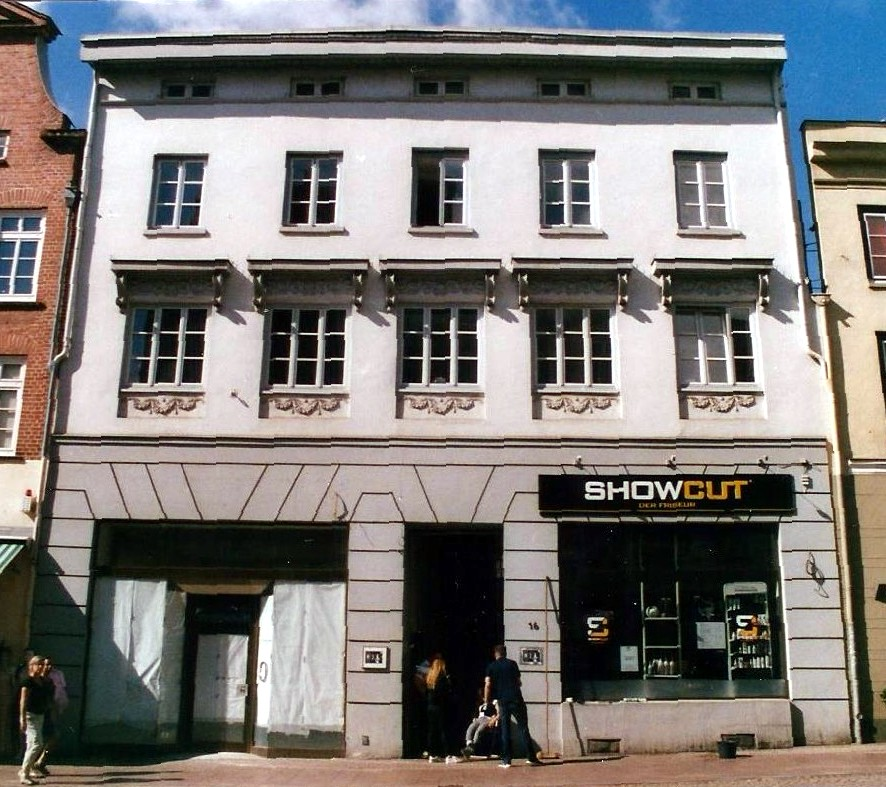
Ehem. Sonnenapotheke

Jenne kam im März 1875 als Apotheker nach Lübeck und war bis zum März 1884 Besitzer der „Sonnenapotheke.“ In jenen Jahren reifte eine Idee und so wurde bereits im Juli 1884 von ihm die Firma „Max Jenne“ als Großhandlung von Drogen und Chemikalien gegründet. Sie besteht noch heute als Pharmagroßhandel. Unter seiner tatkräftigen Leitung führte er sie aus kleinen Anfängen in der Engelsgrube Nr. 42 soweit empor, dass sie, als der Seniorchef 1921 starb, in anderen größeren Ostseestädten bereits Zweigniederlassungen besaß. 1911 hatte er mit den sogenannten Jenne-Speichern einen neuen Unternehmenssitz im Stil der hanseatischen Neugotik auf den Grundstücken Nr. 38–42 errichten lassen. 1983 wurde deren Sanierung durch die Grundstücks-Gesellschaft Trave abgeschlossen. Dies war eines der von der Bürgerinitiative Rettet Lübeck kritisierten Beispiele der heimischen Sanierung. Es hatte sich hierbei nicht um eine „Sanierung“, sondern eher um eine „Zerstörung durch Sanierung“ gehandelt.
An die Stelle von Ferdinand Dahlberg wählte der Senat im Juni 1887 Jenne zum Nachfolger des Bürgerlichen Deputierten bei der „Verwaltungsbehörde für städtische Gemeindeanstalten“ Jenes Amt hatte er bis zu seiner Wahl in die Lübecker Bürgerschaft im Jahre 1893, wo er bis 1919 bleiben sollte, inne. Kurz nachdem Jenne im Juni 1893 zum Bürgerlichen Deputierten bei der Einkommensteuer-Schätzungskommission für die Nordseite der Stadt erwählt wurde, wurde H. J. Brüggen als Nachfolger des bürgerlichen Deputierten bei der Verwaltungsbehörde vom Lübeckische Senat erwählt. Aus der Steuerschätzungskommission schied er 1899 wieder aus.
Auch in der Gesellschaft zur Beförderung gemeinnütziger Tätigkeit war Jenne ein renommiertes Mitglied. So wurde er auf der Versammlung vom 24. Februar 1891 für die Wahl eines Revisors für die Kassenrechnung der Gesellschaft vorgeschlagen. Kurze Zeit später schlug man ihn zur Wahl eines Vorstehers des Handelsmuseums vor und erwählte ihn dann auf der Versammlung vom 19. Januar 1892. Auf der Versammlung vom 24. November 1896 wählte man ihn an Stelle des verstorbenen Karl Buck in den Vorstand der Ersten Kleinkinder-Schule. Aus dem Vorstand schieden er und seine Frau erst 1902 wieder aus. Im Dezember 1917 schied Jenne als Vorstand der Vierten Kleinkinder-Schule aus. Adolf Lienau wurde auf der Versammlung vom 18. Dezember zu seinem dortigen Nachfolger gewählt.
Die Lübecker Feuerversicherungs-Gesellschaft ernannte auf ihrer Generalversammlung am 26. Juni 1891 Jenne zu einem seiner Revisoren für das Jahr 1891. Im Folgejahr wählte der Reichsverein auf der Generalversammlung am 18. März 1892 Jenne in seinen Vorstand. Des Weiteren wurde er am 12. Dezember 1894, auf der Winterversammlung des Reichsvereins, deren Kassenführung übertragen.

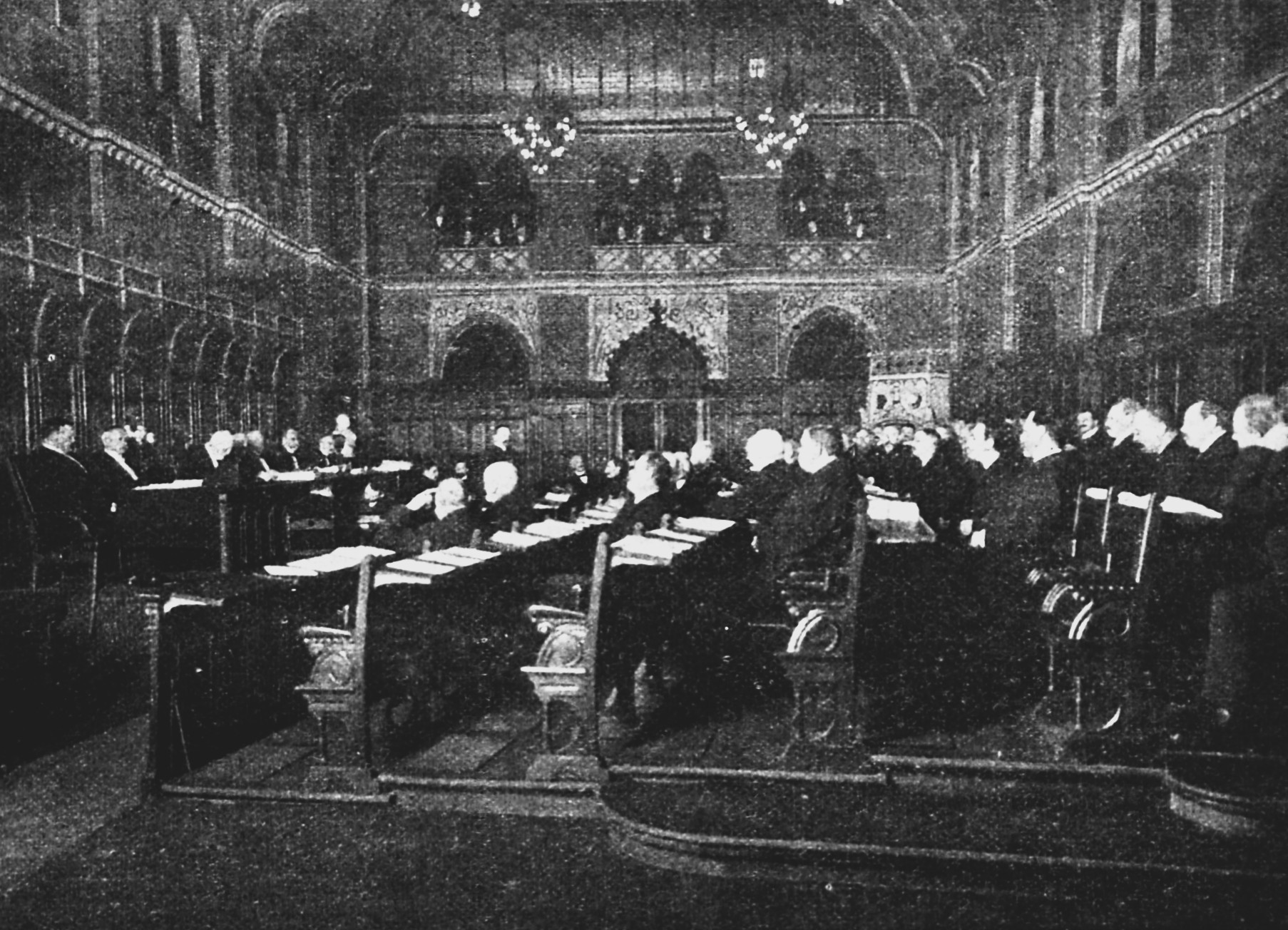
Bei den Sitzungen saßen auf den erhöhten Sitzen die Kommissare des Senats und die Wortführer

Bei der Ergänzungswahl im II. Wahlbezirk des Marien-Magdalenen Quartiers vom 27. Juni 1893 wurde Jenne mit einer 347 Stimmen in die Bürgerschaft gewählt. Der Bürgerausschuss, ihm sollte er in gleichmäßigen Abständen dreimal angehören, erwählte Jenne am 19. September 1894 zum Vertrauensmann für die Auswahl von Schöffen. Als bekannte Persönlichkeit des öffentlichen Lebens genoss er auf Grund seiner umfangreichen wirtschaftspolitischen und finanztechnischen Kenntnisse und seiner klaren Urteilsfähigkeit ein hohes Ansehen. Als Folge dessen wurde er am 15. Mai 1897 vom Senat an Stelle des ausscheidenden Emil Possehl zum bürgerlichen Deputierten bei dem Finanzdepartement, der späteren Finanzbehörde, erwählt. Dort wirkte er zusammen mit dem späteren Bürgermeister Johann Hermann Eschenburg segensreich. Am 18. Juli 1898 wurde er zum zweiten Mal als einer der an Stelle der verfassungsmäßig ausscheidenden 15 Herren als Mitglied des Bürgerausschusses wieder für zwei Jahre gewählt. Seit 1909 leitete er als stellvertretender Wortführer mehrfach die Verhandlungen der Bürgerschaft. Über Jahre hinweg ist er Mitglied fast aller gemeinsamen Kommissionen von Senat und Bürgerschaft sowie der Geheimkommissionen gewesen.
Auf der letzten Sitzung der Kaufmannschaft im Dezember 1902 wurde Jenne, der seit 1887 ihr Mitglied war, in die Handelskammer, sie war als Vorstand der Kaufmannschaft mit den Aufgaben einer Wirtschaftsbehörde betraut, an Stelle des ausscheidenden Johannes Boye gewählt. Bis 1908 war er als deren Mitglied tätig.
1903 wurde Jenne Mitglied des Vorstandes der St. Brigittenstiftung. Zu seinem Ausscheiden aus dem Amte wurde am 12. Dezember 1904 Johannes Nicolaus Heinrich Rahtgens vom Senat als sein Nachfolger gewählt.

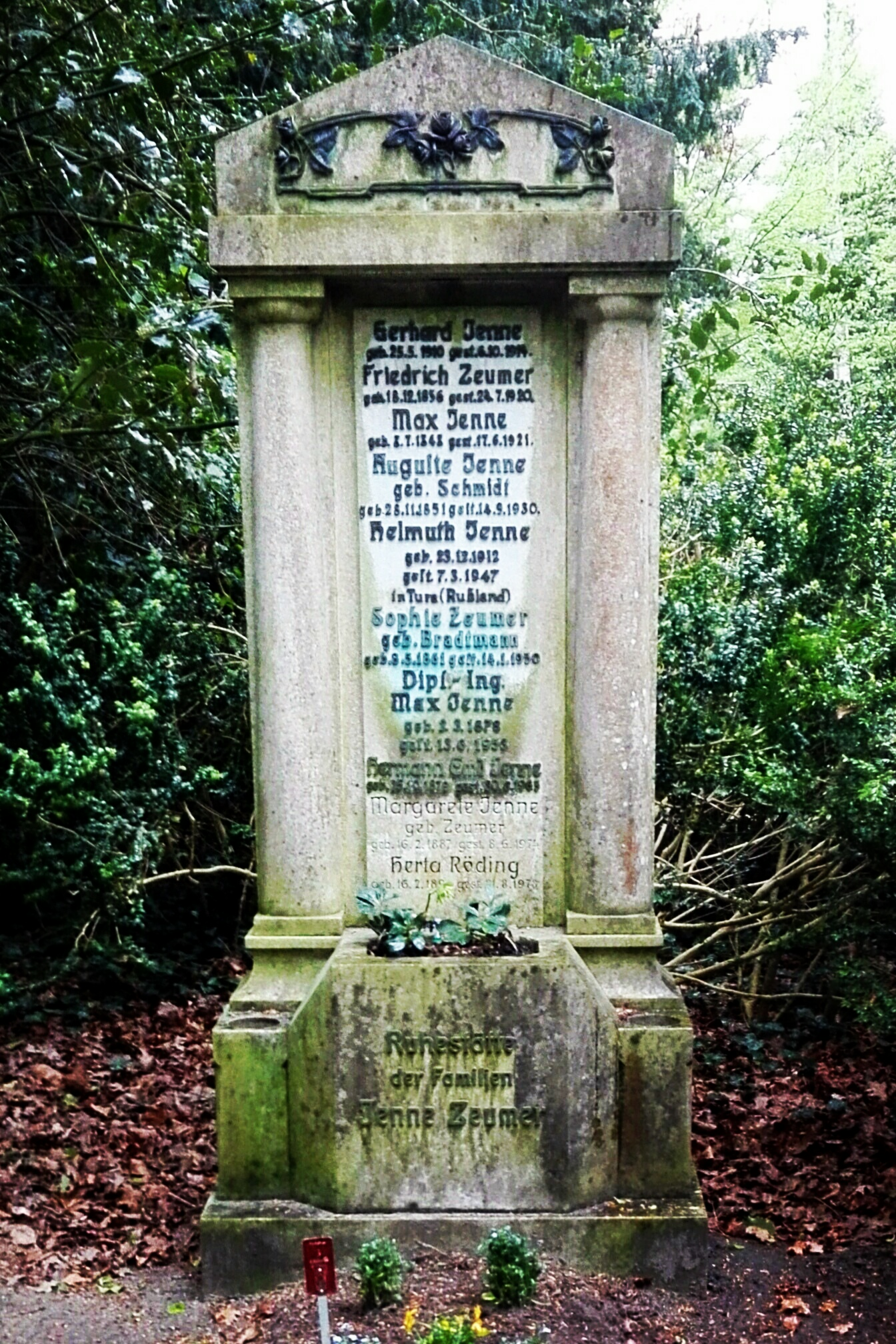
Familiengrab auf dem Burgtorfriedhof